# Recea (Strășeni)
Recea è un comune della Moldavia situato nel distretto di Strășeni di 2.633 abitanti al censimento del 2004.